# Abasz
Abasz (görög betűkkel Ἄβας) görög mitológiai alak, Lünkeusz és Hüpermnésztra (az utolsó danaida) fia, Argosz tizenkettedik királya, sikeres hódító és Argosz város alapítója.
Apját értesítette Danaosz haláláról. Lünkeusz jutalmul Danaosz pajzsával ajándékozta meg. Abasz Héra templomába vitte a pajzsot. Ellenségei halála után sem merték megtámadni városát a pajzs miatt.
Felesége Aglaia, akivel három fiuk és egy lányuk született: a két iker Akrisziosz és Proitosz, a harmadik fiú Lükrosz valamint a leány Idoméne.